# 드라마 NEXT
드라마 NEXT(일본어: ドラマNEXT)는 후지 TV 계열 제작으로 매주 금요일 1:00 - 1:30 텔레비전 드라마 시간대이다.

## 작품 목록
《신화전사 기가제우스》
《주보 2405 내가 죽는 이유》
《필로우 토크~침대 기대~》
《신부 대행 시작했습니다.》